# Хасс, Тоби
Тоби Хасс (англ. Toby Huss; род. 9 декабря 1966, Маршалтаун, Айова) — американский актёр кино, телевидения и озвучивания. Наиболее известен зрителю озвучиванием многочисленных второстепенных персонажей в мультсериале «Царь горы» (1997—2010), исполнением роли Феликса Дрейфуса в телесериале «Карнавал» (2003—2005) и исполнением роли Джона Босуорта в телесериале «Остановись и гори» (2014—2017).

## Биография
Тоби Хасс родился 9 декабря 1966 года в городе Маршалтаун (штат Айова, США). Его отца звали Джеральд, мать — Элма. Хасс окончил Айовский университет, где был членом оригинального сценического театра «Без стыда». После получения диплома Хасс уехал в Лос-Анджелес, чтобы стать актёром. Это ему удалось: в 1989 году он впервые появился на широком экране, в следующем году — в телесериалах, с 1996 года начал озвучивать мультфильмы, мультсериалы и компьютерные игры.

## Избранная фильмография

### Широкий экран
Кроме озвучивания
- 1989 — Задар! Корова из ада[англ.] / Zadar! Cow from Hell — клерк
- 1995 — Дневники баскетболиста / The Basketball Diaries — Кенни
- 1996 — Убрать перископ / Down Periscope — Нитро, матрос-электрик
- 1996 — Дорогой Боженька / Dear God — священник Фома Неверующий
- 1996 — Джерри Магуайер / Jerry Maguire — Стив Римо
- 1997 — Каникулы в Вегасе[англ.] / Vegas Vacation — фальшивый продавец идентификационных карт (в титрах не указан)
- 1997 — Последнее дыхание[англ.] / Still Breathing — Камерон
- 1999 — Отряд «Стиляги»[англ.] / The Mod Squad — Рыжий
- 2000 — Ослеплённый желаниями / Bedazzled — Джерри / Алехандро / атлет на пляже / Джерри Тёрнер / Ланс
- 2001 — Звериная натура / Human Nature — отец Паффа
- 2006 — Спасительный рассвет / Rescue Dawn — Спук
- 2007 — 911: Мальчики по вызову[англ.] / Reno 911!: Miami — Глен, клерк
- 2007 — Шары ярости / Balls of Fury — садовник
- 2007 — Есть мечты — будут и путешествия / Have Dreams, Will Travel — Реймонд Уорд, помощник шерифа
- 2009 — Самый лучший папа / World’s Greatest Dad — Берт Грин
- 2010 — Месть пушистых / Furry Vengeance — Уилсон
- 2011 — Ковбои против пришельцев / Cowboys & Aliens — Рой Мёрфи
- 2011 — Боже, благослови Америку / God Bless America — застреленный мужчина с мобильным телефоном
- 2013 — Майло[англ.] / Bad Milo! — доктор Игер
- 2013 — 42 / 42 — Клайд Сьюкфорт
- 2013 — Довольно слов / Enough Said — Питер
- 2015 — Приглашение / The Invitation — доктор Джозеф
- 2015 — Малыш[англ.] / Little Boy — полковник Боб
- 2015 — Равные / Equals — Джордж
- 2015 — Мученицы / Martyrs — Фентон
- 2016 — В долине насилия / In a Valley of Violence — Гаррис
- 2016 — Хэвенхёрст / Havenhurst — Уэйн
- 2016 — Охотники за привидениями / Ghostbusters — Стивенсон, офицер полиции
- 2016 — Плохое сердце Бастера / Buster’s Mal Heart — Уинстон, помощник шерифа
- 2017 — День любимой[англ.] / Girlfriend’s Day — Бетчер
- 2017 — Похить меня[англ.] / Take Me — Джадкинс, офицер полиции
- 2018 — Как не стать президентом / The Front Runner — Билли Бродхёрст
- 2018 — Время возмездия / Destroyer — Гил Лоусон
- 2018 — Хэллоуин / Halloween — Рэй Нельсон
- 2018 — Город лжи / City of Lies — Фред Миллер, детектив
- 2019 — Меч республиканцев[англ.] / Sword of Trust — Свиные Челюсти
- 2020 — Кто не спрятался / The Rental — Тейлор
- 2021 — Хороший, плохой, коп / Copshop — Энтони Ламб, мафиози
- 2022 — Странный Эл / Weird: The Al Yankovic Story — Нил Янкович

### Телевидение
Кроме озвучивания
- 1990 — Эй, чувак[англ.] / Hey Dude — мистер Эрнст (в 2 эпизодах)
- 1992—1994 — Приключения Пита и Пита[англ.] / The Adventures of Pete & Pete — Арти (в 14 эпизодах)
- 1995, 1999 — Новостное радио[англ.] / NewsRadio — разные персонажи (в 3 эпизодах)
- 1997 — Сайнфелд / Seinfeld — Джек (в эпизоде The Junk Mail[англ.])
- 2000—2002 — Никки[англ.] / Nikki — Юпитер (в 41 эпизоде)
- 2002—2003 — Один на один[англ.] / One on One — Хэнк (в 5 эпизодах)
- 2003 — Жара в городе ветров[англ.] / Windy City Heat — Ансел Адамс
- 2003—2005 — Карнавал / Carnivàle — Феликс «Стампи» Дрейфус[англ.] (в 24 эпизодах)
- 2003—2004, 2006—2009 — Рино 911! / Reno 911! — Большой Майк (в 17 эпизодах)
- 2007 — Умерь свой энтузиазм / Curb Your Enthusiasm — Чарли, водитель лимузина (в эпизоде The Freak Book[англ.])
- 2008 — Студия 30 / 30 Rock — Дойче Стимме (в эпизоде Episode 210)
- 2009 — Жеребец / Hung — Клифф (в эпизоде Thith Ith a Prothetic or You Cum Just Right[англ.])
- 2010 — Мыслить как преступник / Criminal Minds — Фрэнк Линч (в эпизоде Mosley Lane)
- 2010 — Тру Джексон / True Jackson, VP — мистер Донован (в эпизоде Heatwave[англ.])
- 2010, 2016 — Детская больница[англ.] / Childrens Hospital — Рекс Хиллард / Старый Добрый Психиатр (в 2 эпизодах[англ.])
- 2011 — Бесстыдники / Shameless — босс Стива (в эпизоде Father Frank, Full of Grace)
- 2011 — Мистер Саншайн / Mr. Sunshine — Трэвис (в эпизоде Ben and Vivian)
- 2011 — Лига[англ.] / The League — Фланаган, наркодилер (в эпизоде The Out of Towner[англ.])
- 2012 — C.S.I.: Место преступления / CSI: Crime Scene Investigation — Фрэнк Синатра / Джефф Левитт (в эпизоде It Was a Very Good Year)
- 2012 — Новая норма / The New Normal — Марк, фермер (в эпизоде Pardon Me)
- 2013 — Управление гневом / Anger Management — Том (в эпизоде Charlie and the Ex-Patient[англ.])
- 2013 — Телеведущие[англ.] / Newsreaders — Питер Руби (в эпизоде Fit Town, Fat Town)
- 2013 — Спецназ: Сан-Диего[англ.] / NTSF:SD:SUV:: — мужчина, курящий электронную сигарету (в эпизоде Extra Terrorist-rial)
- 2013 — Кей и Пил / Key & Peele — мужчина, чистящий обувь (в выпуске Episode #3.13)
- 2014 — Трофеи Вавилона[англ.] / The Spoils of Babylon — Сеймур Лантс (в 2 эпизодах)
- 2014 — Гарфанкел и Оутс[англ.] / Garfunkel and Oates — Том (в эпизоде Road Warriors)
- 2014 — От «А» до «Я» / A to Z — дядя Дейв (в эпизоде D Is for Debbie)
- 2014—2017 — Остановись и гори / Halt and Catch Fire — Джон Босуорт, старший вице-президент Cardiff Electric (в 40 эпизодах)
- 2015 — Мамаша / Mom — Билл (в эпизоде Cheeseburger Salad and Jazz)
- 2015 — Святые Города грехов[англ.] / Sin City Saints — Дуг, тренер (в 8 эпизодах)
- 2015 — Доктор Кен / Dr. Ken — Капитан Спуки (в эпизоде Halloween-Aversary[англ.])
- 2016 — Черноватый / Black-ish — Нельсон (в эпизоде Sink or Swim)
- 2016 — До самого конца / All the Way — Джонсон, губернатор
- 2016—2017 — Изгой / Outcast — Уэн Бойд, мэр (в 7 эпизодах)
- 2017 — Вражда / Feud — Фрэнк Синатра (в 2 эпизодах)
- 2017 — Колония / Colony — Боб Бёрк (в 7 эпизодах)
- 2017 — Брокмайр[англ.] / Brockmire — Джонни Шляпа (в 5 эпизодах)
- 2017 — Вице-президент / Veep — Курти Старгес (в 2 эпизодах[англ.])
- 2017 — Бруклин 9-9 / Brooklyn Nine-Nine — Грэнвилл, надзиратель (в 2 эпизодах)
- 2019 — Праведные Джемстоуны / The Righteous Gemstones — Дейл Нэнси (в 3 эпизодах)
- 2019 — Блеск / GLOW — Дж. Дж. «Текс» МакКриди (в 4 эпизодах[англ.])

### Озвучивание
- 1996 — Бивис и Баттхед уделывают Америку / Beavis and Butt-Head Do America — второстепенные персонажи
- 1997—2010 — Царь горы / King of the Hill — Коттон Хилл[англ.] / второстепенные персонажи (в 164 эпизодах)
- 2001 — Крутые бобры / The Angry Beavers — Рикки / крысы-пираты (в эпизоде Beavemaster/Deck Poops)
- 2002 — Деревенские медведи[англ.] / The Country Bears — Теннесси О’Нил, гитарист
- 2002 —Домашнее видео / Home Movies — тренер / плавающая голова (в эпизоде Shore Leave)
- 2004—2006 — Харви Бёрдман / Harvey Birdman, Attorney at Law — Эрни Девлин / Шейдо (в 4 эпизодах)
- 2008, 2010, 2015—2016, 2018 — Братья Вентура / The Venture Bros. — разные роли (в 7 эпизодах[англ.])
- 2009 — Семейка Гудов[англ.] / The Goode Family — Клайд (в 2 эпизодах)
- 2010 — Альфа и Омега: Клыкастая братва / Alpha and Omega — работник на стоянке грузовиков
- 2011 — Закусочная Боба / Bob's Burgers — грабитель[англ.] (в эпизоде Hamburger Dinner Theater)
- 2011 — Время приключений / Adventure Time — Бубу / командир в кино (в эпизоде Heat Signature)
- 2011 — Шоу Кливленда / The Cleveland Show — репетитор (в эпизоде BFFs)
- 2011 — Бивис и Баттхед / Beavis and Butt-head — второстепенные персонажи (в 4 эпизодах)
- 2011—2012 — Кунг-фу панда: Удивительные легенды / Kung Fu Panda: Legends of Awesomeness — мистер Еюнь / Ирбис (в 2 эпизодах)
- 2013 — Призрачный патруль / R.I.P.D. — дохляки
- 2013 — Бриклберри / Brickleberry — Обри (в эпизоде Trailer Park)
- 2013—2015 — Санджей и Крейг / Sanjay and Craig — разные персонажи (в 7 эпизодах[англ.])
- 2018 — Харви Бёрдман, генеральный прокурор[англ.] / Harvey Birdman: Attorney General — Эрни Девлин

### Веб-сериалы
- 2018 — Священная ложь[англ.] / Sacred Lies — Кевин Грот, пророк (в 9 эпизодах; веб-сериал)
- 2019 — н. в. — Эпические истории капитана Подштанника[англ.] / The Epic Tales of Captain Underpants — Цезарь / Круэлиус Чих (в эпизоде Captain Underpants and the Crazy Caustic Spray of the Contagious Cruelius Sneezer)
- 2019 — н. в. — Дикинсон[англ.] / Dickinson — Эдвард Дикинсон (в 10 эпизодах)

### Прочие работы
- начало 1990-х — эксцентричные персонажи для промоанонсов MTV: крунер, исполняющий лаунж-версии песен Fuck wit Dre Day (And Everybody's Celebratin')[англ.], Insane in the Brain[англ.], Jeremy и Slam; шпион Кобальт — пародия на Джеймса Бонда; фетишист в коже, тяготеющий к козам; злой реднек по прозвищу Преподобный Текс Стовхедботтом и др.
- 1997 — клип на песню Шерил Кроу A Change Would Do You Good[англ.] — хирург